# Konrád z Borsnice
Konrád z Borsnice byl slezský šlechtic a vratislavský zemský hejtman. 
Po vymření vratislavské větve slezských piastovských knížat Jindřichem VI. Dobrým roku 1335, se vlády nad Vratislavským knížectvím ujal český král Jan Lucemburský, přesněji byl vládou pověřen jeho syn, markrabě moravský, Karel. Ten po příjezdu do Vratislavi pověřil právě Konráda z Borsnice správou tohoto bezprostředního knížectví ve funkci vratislavského zemského hejtmana.